# جمعه سیاه (فیلم ۲۰۰۴)
«جمعه سیاه» (هندی: ब्लैक फ्राईडे) فیلمی در ژانر مستند درام، جنایی، و درام است که در سال ۲۰۰۴ منتشر شد.